# Vougy (Loira)
Vougy és un municipi francès situat al departament del Loira i a la regió d'Alvèrnia-Roine-Alps. El 2021 tenia 1.506 habitants.